# Thanasimus
Genre
Thanasimus est un genre d'insectes coléoptères à damier de la famille des Cleridae et de la sous-famille des Clerinae. 

## Taxinomie

### Espèces actuelles
Il y a environ six espèces actuelles de Thanasimus :
- Thanasimus dubius (Fabricius, 1776) i c g b
- Thanasimus femoralis (Zetterstedt, 1828) g
- Thanasimus formicarius (Linnaeus, 1758) g b
- Thanasimus repandus (Horn, 1871) i c g
- Thanasimus trifasciatus (Say, 1825) i c g b
- Thanasimus undatulus (Say, 1835) i c g b

Data sources: i = ITIS c = Catalogue of Life g = GBIF b = Bugguide.net

### Espèces fossiles
Et il y a deux espèces fossiles dans le genre Thanasimus d'après la Paleobiology Database :
- †Thanasimus florissantensis, Wickham 1914
- †Thanasimus ostenderus Théobald 1937 [5],[6].

## Galerie

Quelques espèces vivantes du genre Thanasimus.
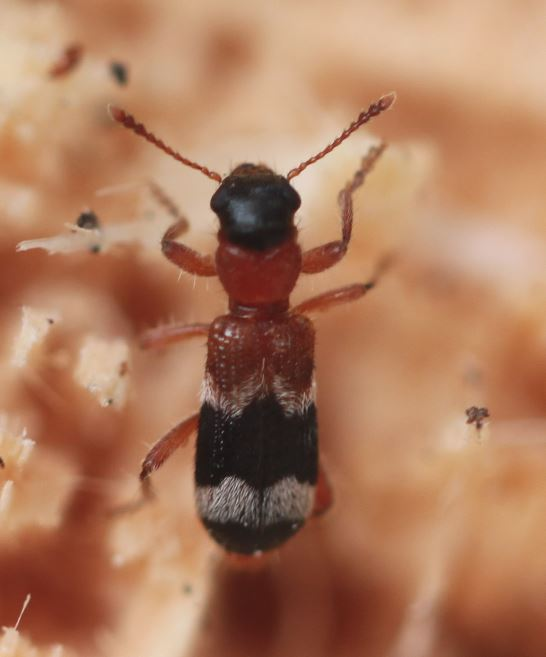
Thanasimus femoralis.
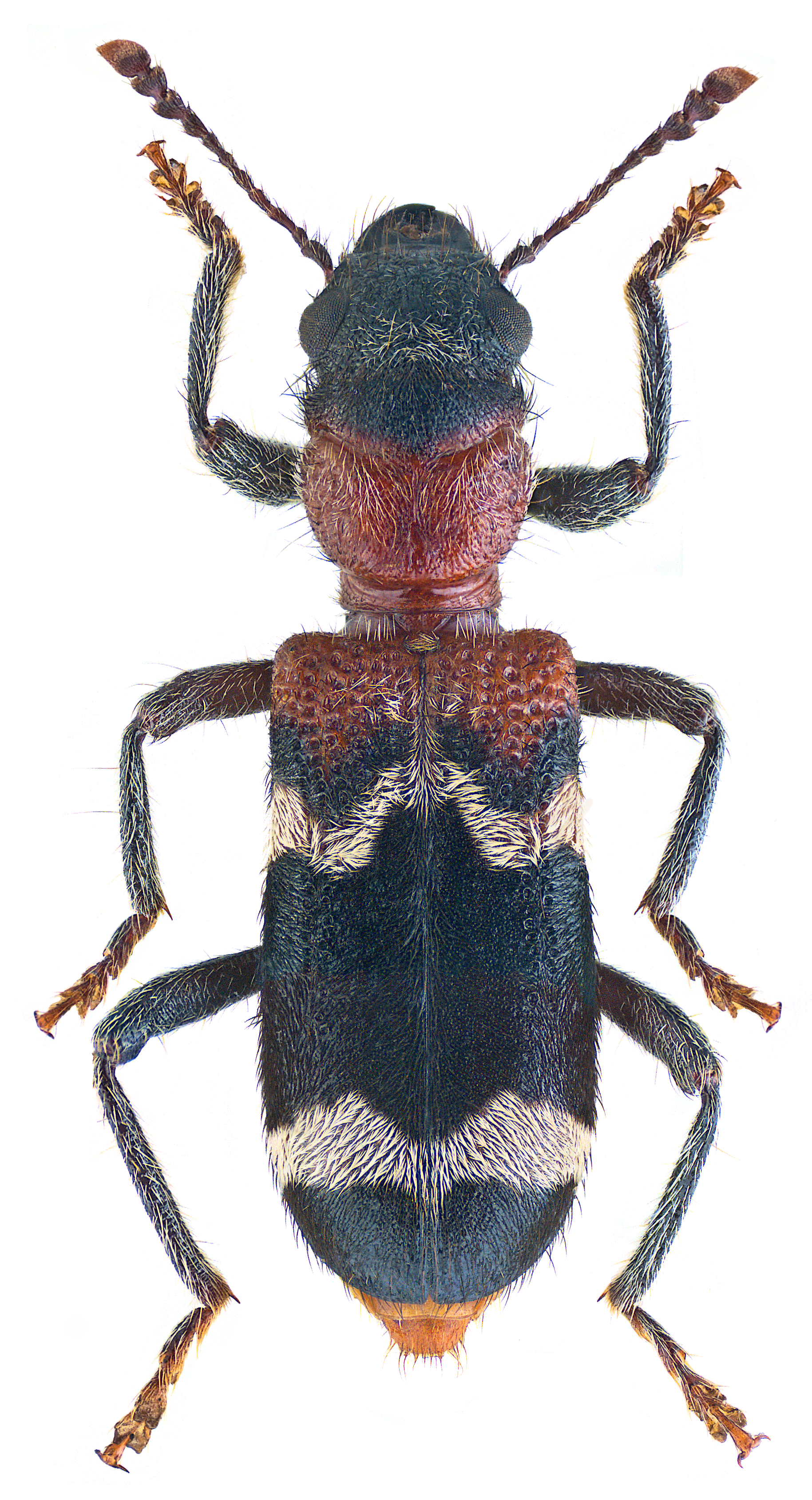
Thanasimus formicarius.
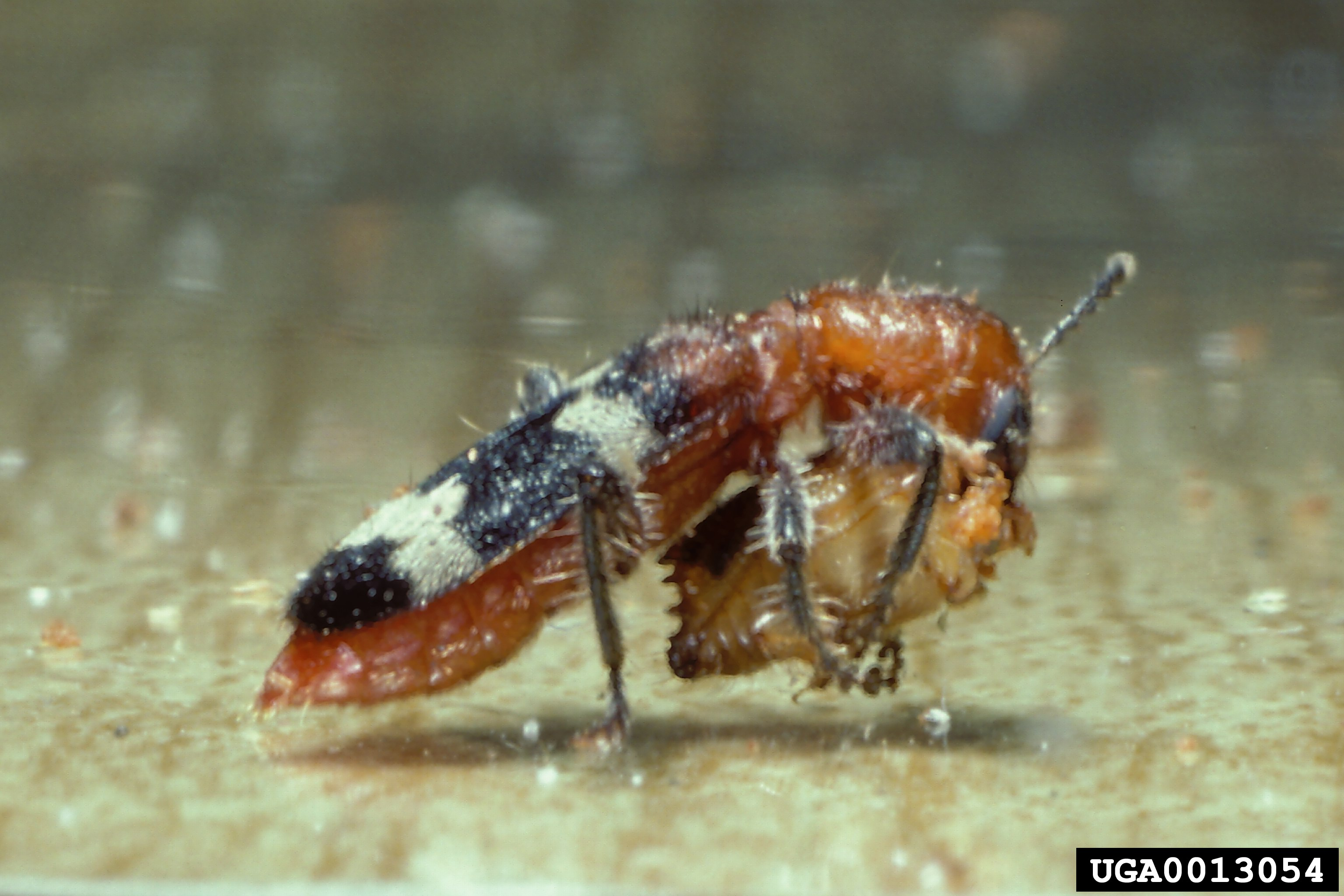
Thanasimus dubius.
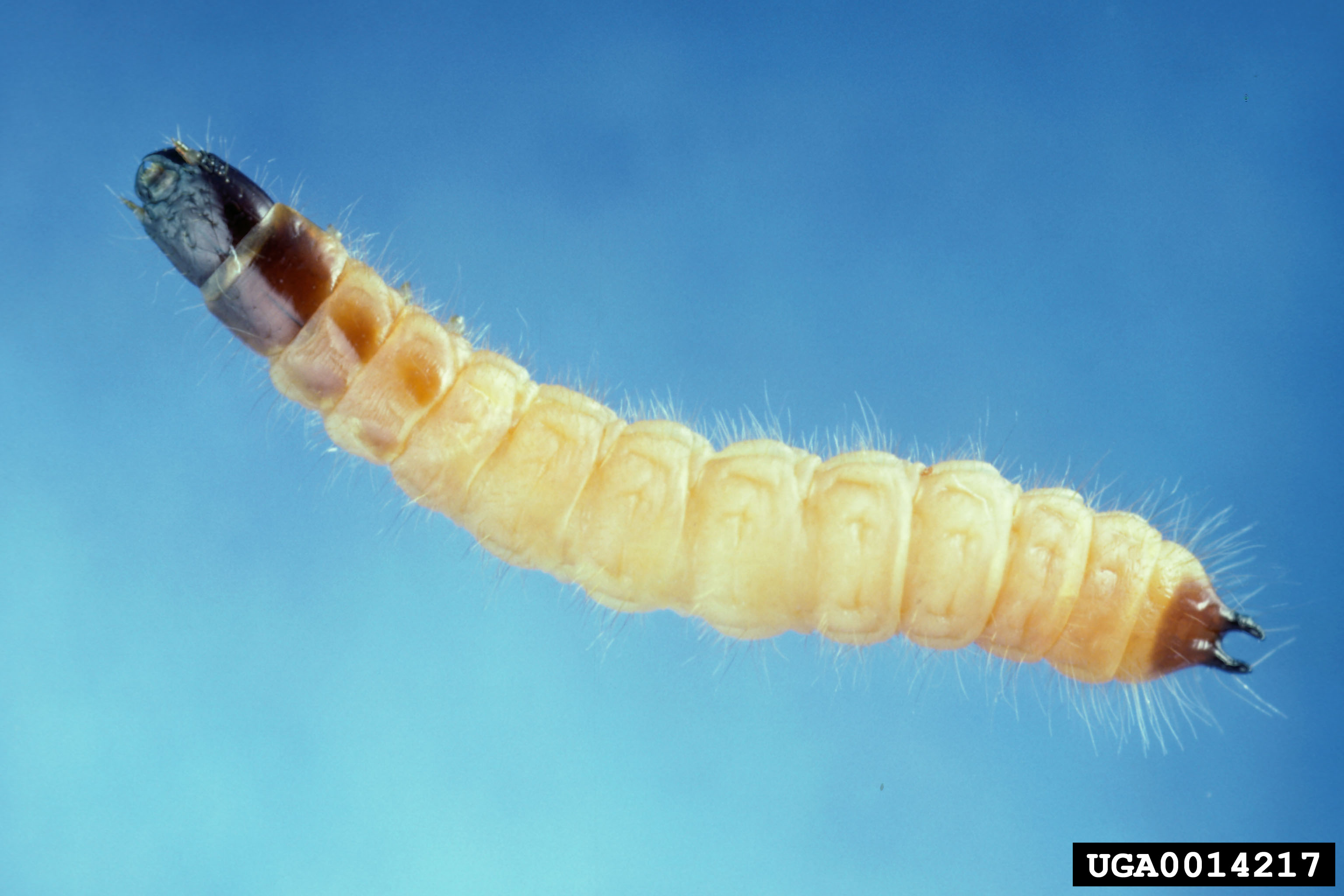
Larve de Thanasimus dubius.

### Ouvrage
- [1937] Nicolas Théobald, « Les insectes fossiles des terrains oligocènes de France 473 p., 17 fig., 7 cartes,13 tables, 29 planches hors texte », Bulletin Mensuel de la Société des Sciences de Nancy et Mémoires de la Société des sciences de Nancy, Imprimerie G. Thomas,‎ 1937, p. 1-473 (ISSN 1155-1119 et 2263-6439, OCLC 786027547). .